# Utvandring

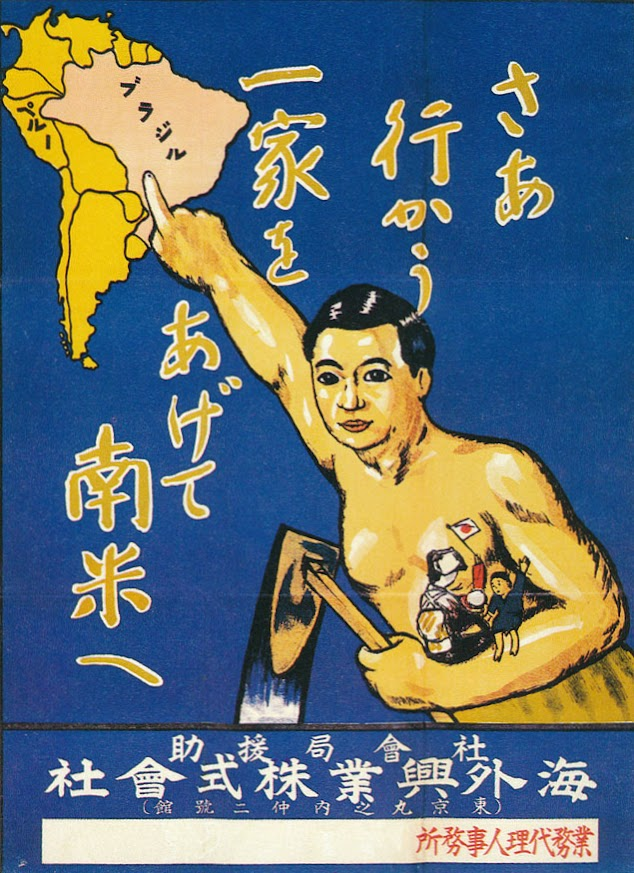
Japansk regeringsaffisch från början av 1900-talet som uppmuntrar folk att utvandra till Brasilien

Utvandring eller emigration (lat. emigratio 'utvandring'), innebär att flytta ut från ett land eller område. Utvandringen från Europa till USA under främst 1800-talet kan ses som klassiskt exempel på utvandring i stor skala. Utvandring mäts ofta mot dess motsats, invandring. Om invandringen är högre än utvandringen talar man om positiv migration, dvs landets befolkning ökar, men om utvandringen är högre än invandringen, så är migrationen negativ, dvs landets befolkning minskar.